# Чумарлеб
34°07′40″ пн. ш. 95°47′59″ сх. д. / 34.12774° пн. ш. 95.79963° сх. д.
Чумарлеб (кит. 曲麻莱县, пін. Qŭmálái Xiàn, трансліт. Qumarlêb) — один із повітів КНР у складі Юйшу-Тибетської автономної префектури, провінція Цинхай. Адміністративний центр — містечко Юге.

## Географія
Чумарлеб лежить на висоті близько 4200 метрів над рівнем моря на північному сході Тибетського плато. Захід повіту — це схід плато Кукушилі, східна частина — гори Баян-Хара-Ула. Південно-західною межею повіту слугує річка Тунтянь.

### Клімат
Повіт знаходиться у зоні так званої «гірської тундри», котра характеризується кліматом арктичних пустель. Найтепліший місяць — липень із середньою температурою 9,3 °C. Найхолодніший місяць — січень, із середньою температурою -13,6 °С.
| Клімат повіту Чумарлеб  | Клімат повіту Чумарлеб | Клімат повіту Чумарлеб | Клімат повіту Чумарлеб | Клімат повіту Чумарлеб | Клімат повіту Чумарлеб | Клімат повіту Чумарлеб | Клімат повіту Чумарлеб | Клімат повіту Чумарлеб | Клімат повіту Чумарлеб | Клімат повіту Чумарлеб | Клімат повіту Чумарлеб | Клімат повіту Чумарлеб | Клімат повіту Чумарлеб |
| Показник                | Січ.                   | Лют.                   | Бер.                   | Квіт.                  | Трав.                  | Черв.                  | Лип.                   | Серп.                  | Вер.                   | Жовт.                  | Лист.                  | Груд.                  | Рік                    |
| Середній максимум, °C   | −4,2                   | −1,8                   | 2,4                    | 6,7                    | 10,5                   | 13,3                   | 16                     | 15,7                   | 12,2                   | 6,5                    | 0,6                    | −3                     | 6,2                    |
| Середня температура, °C | −13,6                  | −10,4                  | −5,7                   | −1,2                   | 3,1                    | 6,7                    | 9,3                    | 8,6                    | 5,1                    | −1,3                   | −8,8                   | −13                    | −1,8                   |
| Середній мінімум, °C    | −21,8                  | −18,6                  | −13,4                  | −8,6                   | −3,3                   | 1,4                    | 3,6                    | 2,6                    | −0,1                   | −7,2                   | −16,1                  | −21,1                  | −8,6                   |
| Норма опадів, мм        | 3.4                    | 3.4                    | 6.7                    | 11.9                   | 38.2                   | 86.7                   | 95.5                   | 81.7                   | 68.7                   | 21.5                   | 2.6                    | 2.1                    | 422.4                  |
| Вологість повітря, %    | 45                     | 41                     | 42                     | 46                     | 58                     | 67                     | 68                     | 67                     | 70                     | 61                     | 49                     | 44                     | 54.8                   |
| ----------------------- | ---------------------- | ---------------------- | ---------------------- | ---------------------- | ---------------------- | ---------------------- | ---------------------- | ---------------------- | ---------------------- | ---------------------- | ---------------------- | ---------------------- | ---------------------- |
| Джерело: data.cma.cn    |                        |                        |                        |                        |                        |                        |                        |                        |                        |                        |                        |                        |                        |